# Titi Buengo
André „Titi” Buengo (Luanda, 1980. február 11. –) angolai válogatott labdarúgó.